# SS Corinthic (1902)
SS Corinthic byl parník společnosti White Star Line vybudovaný v loděnicích Harland & Wolff v Belfastu. Sloužil jako nákladní loď s chladicím zařízením, takže mohl převážet i zmražené maso, ale měl i prostory pro cestující. Na svou první plavbu z Londýna přes Kapské Město do Wellingtonu vyplul 20. listopadu 1902. Od roku 1920 sloužil na trase Londýn (později Liverpool) - Panama - Wellington a v roce 1923 zachránil posádku newfoundlandského škuneru Marguerite Ryan. V roce 1926 závodil s novozélandskou lodí Remuera a po celou dobu byly obě lodě na dohled od sebe. Na svou poslední plavbu na této lince vyplul 14. srpna 1931 a v prosinci toho samého roku byl prodán do šrotu.